# Somaliaeremomela
Somaliaeremomela (Eremomela flavicrissalis) är en fågel i familjen cistikolor inom ordningen tättingar.

## Utbredning och systematik
Fågeln förekommer i södra Etiopien, södra Somalia, nordöstra Uganda och sydöstra Kenya. Den behandlas som monotypisk, det vill säga att den inte delas in i några underarter.

## Status
IUCN kategoriserar arten som livskraftig.

## Namn
Släktesnamnet Eremomela som också återspeglas i fåglarnas trivialnamn betyder "ökensång", efter grekiska eremos för "öken" och melos, "sång" eller "melodi".